# Gare de Blanzy
Gare de Blanzy vasútállomás Franciaországban, Blanzy településen.

## Vasútvonalak
Az állomást az alábbi vasútvonalak érintik:
- Coteau-Montchanin-vasútvonal
- TER Bourgogne 2-es vonal

## Kapcsolódó állomások
A vasútállomáshoz az alábbi állomások vannak a legközelebb:
- Gare de Montchanin (Gare de Dijon-Ville, TER Bourgogne 2-es vonal)
- Gare de Montceau-les-Mines (Gare de Moulins-sur-Allier, TER Bourgogne 2-es vonal)